# Hoya josephinae
Hoya josephinae är en oleanderväxtart som beskrevs av J.Cabrera och H.Mohr. Hoya josephinae ingår i släktet Hoya och familjen oleanderväxter. Inga underarter finns listade i Catalogue of Life.